# Bruno Lage
Bruno Miguel Silva do Nascimento (Setúbal, 1976. május 12. –), ismertebb nevén Bruno Lage (kiejtés: [ˈbɾunu ˈlaʒɨ]), portugál labdarúgóedző.
2019 és 2020 között, illetve 2024 óta a portugál Benfica edzője, ahol megnyerte a 2018–2019-es portugál bajnokságot és a 2019-es szuperkupát.

## Statisztikák

### Edzőként
Legutóbb frissítve: 2022. október 20.
| Csapat                  | –tól            | –ig              | Mérleg | Mérleg | Mérleg | Mérleg | Mérleg | Mérleg | Mérleg | Mérleg |
| Csapat                  | –tól            | –ig              | M      | Gy     | D      | V      | G+     | G–     | GK     | Gy %   |
| ----------------------- | --------------- | ---------------- | ------ | ------ | ------ | ------ | ------ | ------ | ------ | ------ |
| Benfica B               | 2018. július 1. | 2019. január 3.  | 13     | 8      | 3      | 2      | 15     | 7      | +8     | 61.54  |
| Benfica                 | 2019. január 3. | 2020. június 29. | 76     | 51     | 12     | 13     | 181    | 75     | +106   | 67.11  |
| Wolverhampton Wanderers | 2021. június 9. | 2022. október 2. | 51     | 19     | 10     | 22     | 52     | 56     | −4     | 37.25  |
| Összesen                | Összesen        | Összesen         | 140    | 78     | 25     | 37     | 248    | 138    | +110   | 55.71  |

## Díjak és elismerések

### Benfica
- Primeira Liga: 2018–2019[6]
- Supertaça Cândido de Oliveira: 2019[6]

### Egyéni
- Primeira Liga Az év edzője: 2018–2019[7]
- Portuguese Football Federation az év férfi edzője: 2019[8]
- Premier League – A hónap edzője díj: 2022. január[9]